# 結崎ネブカ

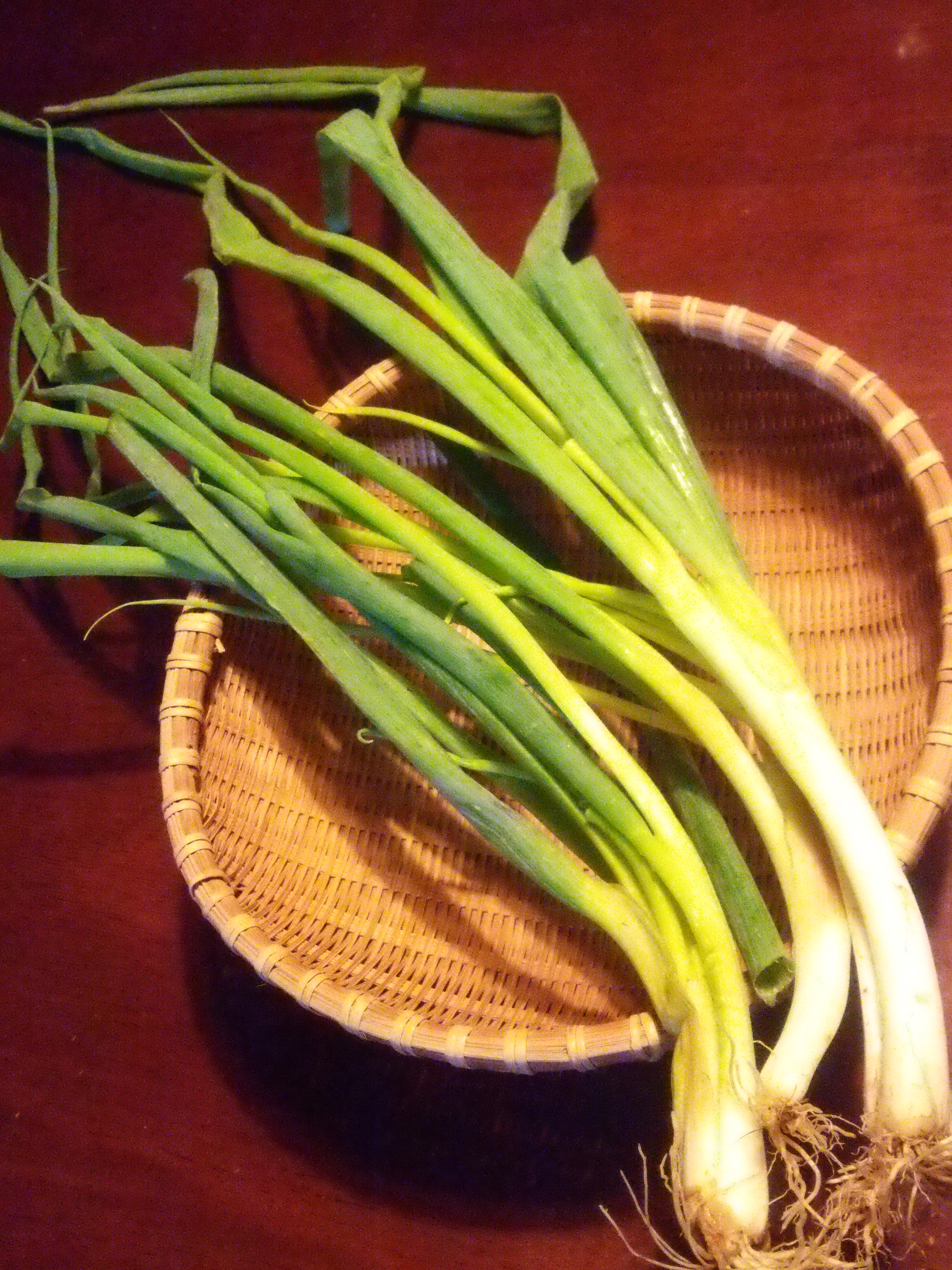
大和伝統野菜「結崎ネブカ」

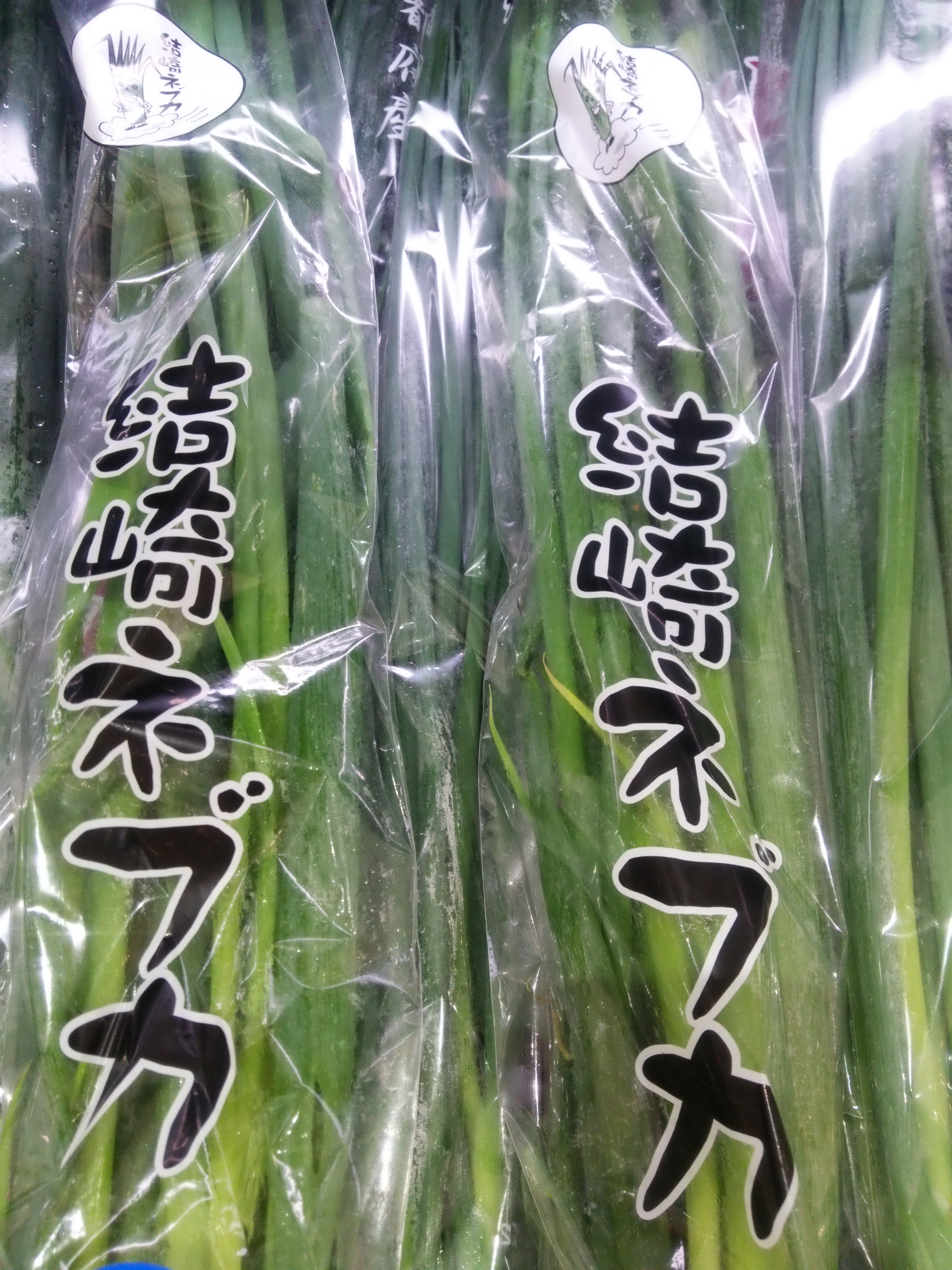
店頭に並ぶ「結崎ネブカ」

結崎ネブカ（ゆうざきねぶか）は、ユリ科の葉菜で、奈良県で生産される葉ネギの在来品種である。かつては大和盆地で広く栽培され、特に磯城郡川西町結崎で多く生産されていたことから、「結崎」の名が冠せられ、奈良県により伝統野菜の一つとして「大和野菜」に認定されている。

## 歴史
栽培の歴史は室町時代にさかのぼるとも言われる。能「観世流」発祥の地として知られる川西町結崎には結崎ネブカの由来として、天から翁の面といっしょに降ってきたネギを植えたという次のような伝説があり、同地を流れる寺川のほとりに「面塚」が残っている。

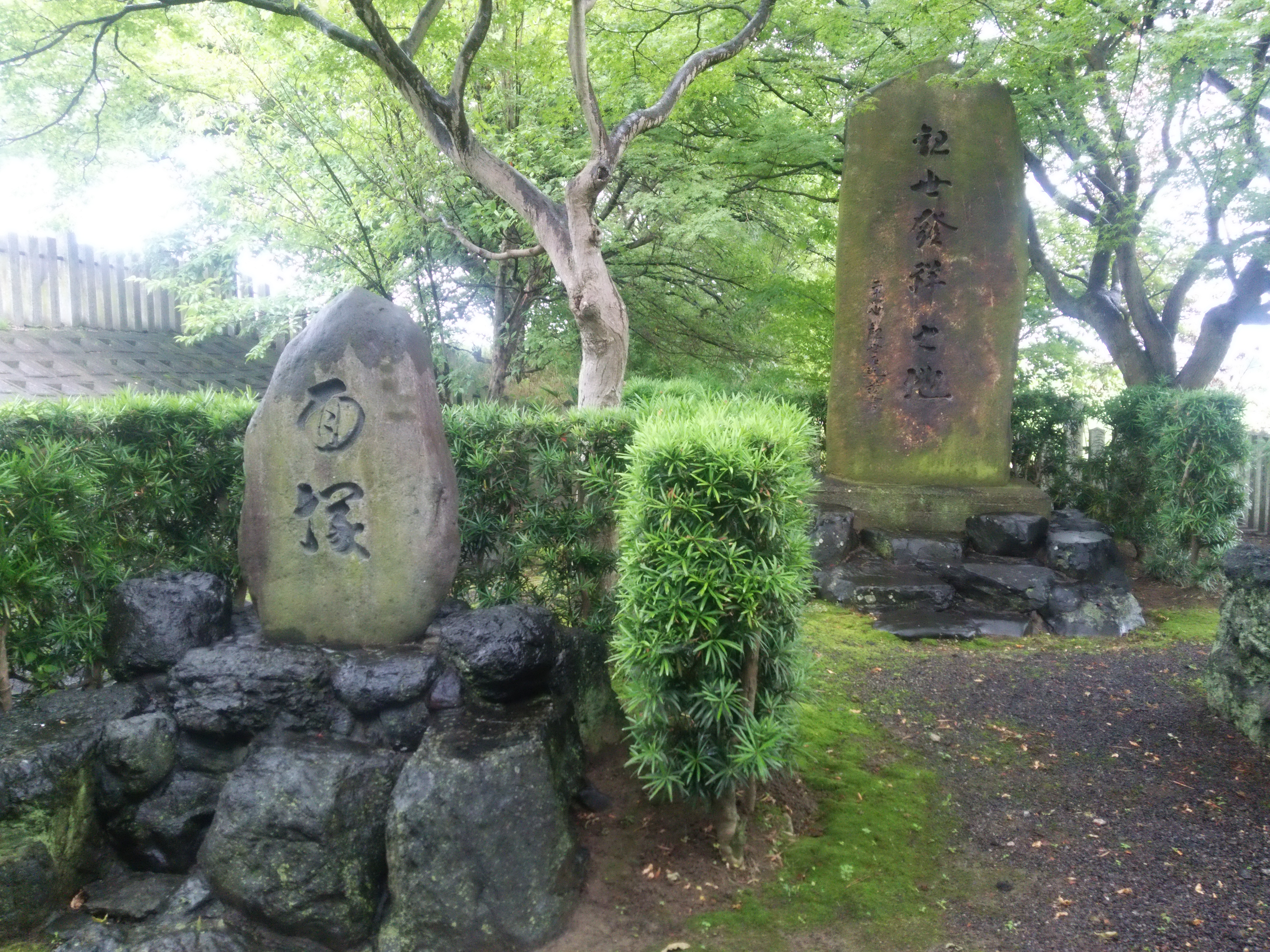
「面塚」と「観世発祥之地の碑」

「室町時代のある日のこと、一天にわかにかき曇り、空中から異様な怪音と共に寺川のほとりに落下物があった。一個の翁の能面と一束の葱で、村人は能面をその場でねんごろに葬り、葱はその地に植えたところ、見事に生育し結崎ネブカとして名物になった。」
また類似の伝説に、「室町時代の初め頃、この地に結崎清次（ゆうざき・きよつぐ）という猿楽師がいた。当時、大和には『大和四座』という猿楽をおこなう座があり、清次はその一つの結崎座を率いていた。ある時、京都で御前演奏がおこなわれ、清次もそれに出ることになった。そこで成功を祈願して、近隣の糸井神社へ日参したところ、不思議な夢を見た。天から翁の面と一束のネギが降ってくる夢である。そこで夢に見た場所へ行ってみると、実際に面とネギが落ちていた。奇瑞であると思った清次は、御前演奏でその面をつけて舞をしたところ、大いにお褒めの言葉をあずかったという。また一緒に落ちていたネギはこの地で栽培されるようになり、『結崎ねぶか』の名で特産物となった。この結崎清次こそが、後に観世座を興し、足利義満の庇護の下で能楽を大成した観阿弥清次その人である。」という物もあり、1936年（昭和11年）には面塚の隣に「観世発祥之地」の碑が建てられた。
1736年（享保21年）、並川誠所編纂の『大和志』13巻　式下郡に「土産　葱（ねふか）　結崎荘味甚美」と、大変おいしいネギであることが記されている。
戦後しばらくまでは盛んに栽培され、大和野菜の雄として名をはせたが、特徴である柔らかさのために生育中に葉が折れたり、収穫後に傷んだりすることが多く市場流通には適さなかった。
一方、市場に流通するネギは、改良が進み折れにくくて扱いやすく、日持ちする品種が中心となり、結崎ネブカの栽培は衰退。一部の農家で自家用として細々と栽培されるのみで、市場からは長らく忘れられ、絶滅したと思われていた。
2002年（平成14年）、結崎地区の生産農家と川西町商工会、JAならけん川西支店が町おこし事業の一環として「幻の結崎ネブカを復活させよう」と立ち上がり、一農家が先祖から受け継ぎ、「柔らかくて折れやすいため栽培に手間がかかるが、おいしいので家族で食べるために栽培を続けていた」と自家消費用に残していた盃一杯分の種を、3軒の農家で栽培し始め、復活させた。
2005年（平成17年）4月1日、川西町商工会が「伝説の、結崎ネブカ」として登録商標（第4852922号）を取得。同年10月5日、大和の伝統野菜として「大和野菜」に認定され、2010年（平成22年）には奈良県農業協同組合が改めて「結崎ネブカ」として地域団体商標（第5321804号）を登録した。「懐かしい味」「ネギ本来の味」「柔らかく、甘くておいしい幻のネギ」との評判を得て、市場に出回っている。

## 特徴
- 主に薬味として使う他の葉ネギとは異なり、「緑葉部が柔らかい」「とろっとした濃厚さ」「甘みが引き立つ」など、独特の甘みとおいしさがある。口当たりが柔らかく、煮炊きものに最適。
- 市場に出回るのは8月末から。10月に最盛期を迎え、2月いっぱいまで。
- 通常の青ネギに比べ栄養が豊富で、灰分、カリウム、β-カロテンが多く含まれている[7]。

## 産地
磯城郡川西町結崎地区を主産地として栽培されている。

## 利用法
火を通すと甘みが増すとともに、ネギ特有のにおいも少なくなり、子供たちにも食べやすい。
薬味ではなく、ネギ焼き、ぬた和えの他、すき焼きや焼き鳥、鴨鍋、味噌汁、豚汁、豆腐の味噌ネギ焼き、たこ焼き、グラタンなど用途も広い野菜である。
戦前、大和では「ネブカ」を入れた「かしわのすき焼き」は最高の贅沢であった。

## その他
- 大和野菜の名称は「大和丸なす」「宇陀金ごぼう」など、野菜名の部分がひらがなになっているが、唯一「結崎ネブカ」のみカタカナで表記されている。地元川西町が主導し、県に先駆けて商標登録などに取り組んできたことによるものである。
- 「結崎ネブカ」のイメージキャラクター「ネッピー」が作られ、パッケージや袋にネッピーのマークが印刷されているほか、Ｔシャツなどの関連商品も販売されている[8][9]。
- 2015年（平成27年）1月に創設された大相撲の優勝力士に贈られる奈良県知事賞の副賞として、結崎ネブカをはじめ奈良県産食材を使った「ちゃんこ大和づくし」300人前が贈られている[10]。